# Rosovice
Rosovice (německy Rossowitz) jsou obec v okrese Příbram ve Středočeském kraji. Leží asi pět kilometrů jihozápadně od Dobříše. Žije zde 885 obyvatel.

## Historie
První písemná zmínka o obci pochází z 19. června 1305. Ves byla příslušenstvím hradu Dobříš. 24. června 1321 ji Štěpán z Tetína vyzvedl na zákupní ves či městečko. Lenní dvůr stával při sychrovském rybníku. Kolem roku 1390 se Rosovice dostaly k arcibiskupskému panství Příbram, pak (kolem roku 1520) část k Valdeku, po vysazení Příbrami na město (20. listopadu 1579) vráceno k Příbrami, ale rozprodáno. K panství Dobříš se Rosovice dostaly kolem roku 1600.
Část Sychrova náležela k dobříšskému panství, a to včetně rybníka (o němž je zmínka z roku 1491). Majitelé léna se střídali. Roku 1540 král Ferdinand přepustil sychrovský dvůr se vším jeho dosud manským příslušenstvím k hradu Dobříši a dal jej coby dědičný, zpupný a svobodný dvůr se 4 lány dědin a jeho svobodami i zvůlí nejvyššímu písaři a purkrabí karlštejnskému Janu Bechyni z Lažan a na Pičíně. Léno pak bylo z zemských desk vymazáno a zapsáno coby zpupný statek.
Tato část vsi dostala se později k obořišťskému statku, zatímco jiná část vsi zůstala Dobříši, zejména též rozsáhlý rybník.
Po třicetileté válce byl vystavěn na místě někdejšího manství v Obořišťské části nový dvůr a roku 1653 dvě chalupy a krčma. Roku 1788 měl Sychrov 10 popisných čísel, z nichž část náležela k Dobříši a část k obořišťskému panství – ta byla k Dobříši přikoupena 25. srpna 1789. Roku 1849 tu bylo již 15 popisných čísel.
Zajímavostí z historie obce je Trestní rejstřík z let 1889 až 1938. Obsahuje 728 záznamů (několik z nich je však už z let dřívějších, od roku 1883), v každém pak je uvedeno jméno, stav, zaměstnání, politická příslušnost, přečin, trest.
V obci Rosovice (přísl. Sychrov, 1209 obyvatel, sbor dobrovolných hasičů) byly v roce 1932 evidovány tyto živnosti a obchody: 4 hostince, kolář, 2 kováři, krejčí, mlýn, 2 obuvníci, řezník, 2 porodní asistentky, 3 obchody se smíšeným zbožím, Spořitelní a záložní spolek pro Rosovice, 4 trafiky, truhlář, zámečník.

## Obyvatelstvo
| Rok            | 1869  | 1880  | 1890  | 1900  | 1910  | 1921  | 1930  | 1950 | 1961 | 1970 | 1980 | 1991 | 2001 | 2011 | 2021 |
| -------------- | ----- | ----- | ----- | ----- | ----- | ----- | ----- | ---- | ---- | ---- | ---- | ---- | ---- | ---- | ---- |
| Počet obyvatel | 1 024 | 1 078 | 1 129 | 1 119 | 1 102 | 1 035 | 1 044 | 827  | 814  | 782  | 718  | 708  | 735  | 807  | 825  |
| Počet domů     | 168   | 166   | 177   | 180   | 176   | 183   | 207   | 224  | 209  | 200  | 201  | 239  | 261  | 286  | 309  |

## Obecní správa

### Části obce
- Rosovice (k. ú. Rosovice)
- Sychrov (k. ú. Rosovice)

Součástí obce je také základní sídelní jednotka Holšiny.
Sousedními obcemi sídla jsou Obořiště, Kotenčice, Dobříš, Buková u Příbramě a Dlouhá Lhota.

### Územněsprávní začlenění
Dějiny územněsprávního začleňování zahrnují období od roku 1850 do současnosti. V chronologickém přehledu je uvedena územně administrativní příslušnost obce v roce, kdy ke změně došlo:
- 1850 země česká, kraj Praha, politický okres Příbram, soudní okres Dobříš[7]
- 1855 země česká, kraj Praha, soudní okres Dobříš
- 1868 země česká, politický okres Příbram, soudní okres Dobříš
- 1939 země česká, Oberlandrat Tábor, politický okres Příbram, soudní okres Dobříš[8]
- 1942 země česká, Oberlandrat Praha, politický okres Příbram, soudní okres Dobříš[9]
- 1945 země česká, správní okres Příbram, soudní okres Dobříš[10]
- 1949 Pražský kraj, okres Dobříš[11]
- 1960 Středočeský kraj, okres Příbram
- 2003 Středočeský kraj, okres Příbram, obec s rozšířenou působností Dobříš

### Obecní symboly
Znak a vlajka byly obci uděleny rozhodnutím předsedy Poslanecké sněmovny Parlamentu České republiky dne 21. září 2005.

## Doprava

### Dopravní síť
Do obce vedou silnice III. třídy. Železniční trať ani stanice či zastávka na území obce nejsou.

### Autobusová doprava 2024
Autobusovou dopravu v obci Rosovice zajišťuje společnost Arriva Střední Čechy. Obec je součástí Pražské integrované dopravy (PID). V obci se nachází zastávka Rosovice. V Sychrově se nachází zastávka Rosovice,Sychrov a v Holšichách zastávky Rosovice, Holšiny a Rosovice, dolní Holšiny. Na silnici směrem do Pičína se nachází zastávka Rosovice,Kamenný Dvůr. Autobusová linka 392 zajišťuje spojení z Prahy ze Smíchovského nádraží přes Voznici, Dobříš, Rosovice, Bukovou u Příbramě, Pičín, Kotenčice, Suchodol, Občov a končí v Příbrami.

## Pamětihodnosti

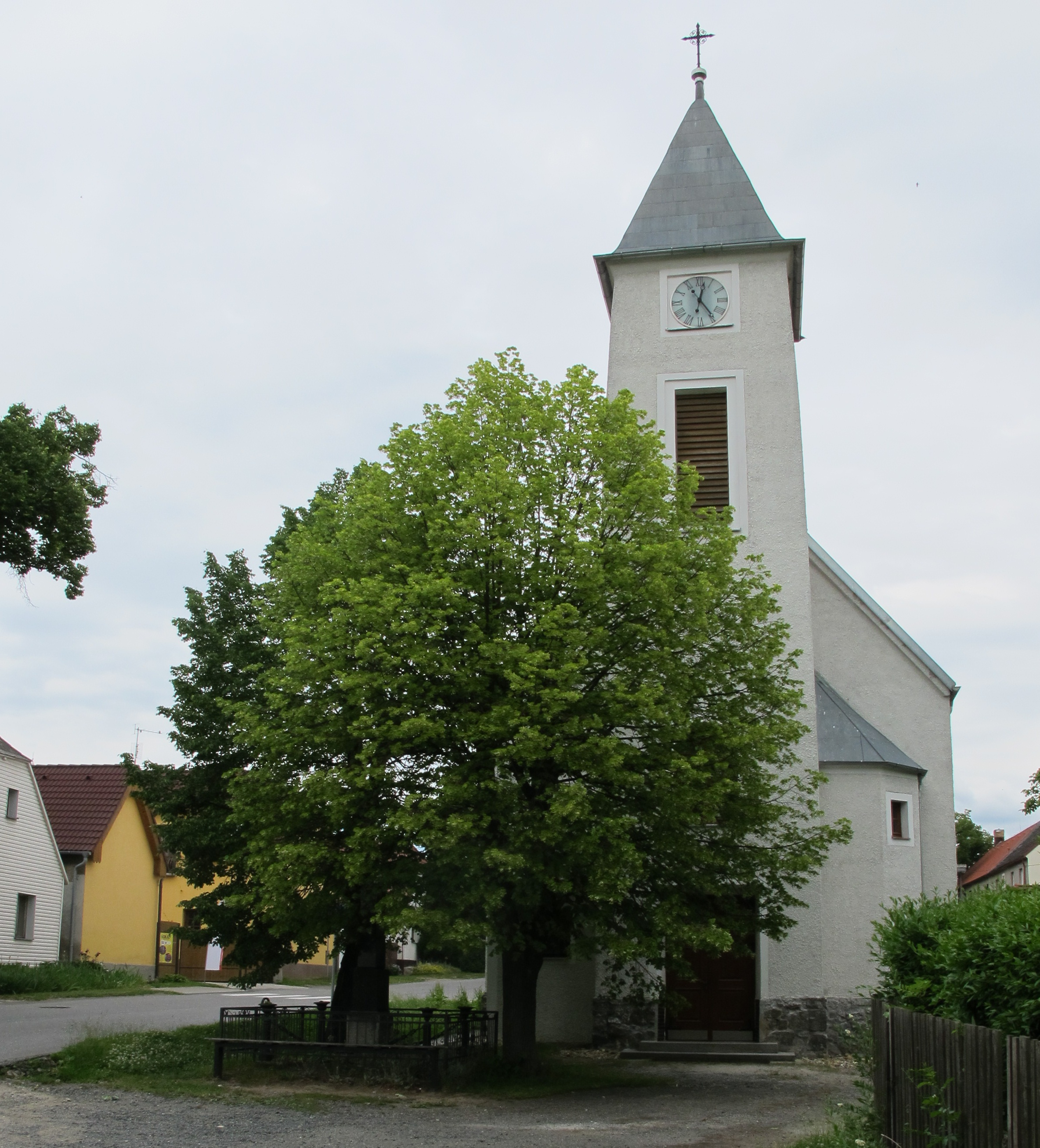
Kostel v Rosovicích

Rosovický kostel svatých Petra a Pavla byl postaven na místě, kde dříve stávala malá kaplička. Vystavěn byl nákladem 13 000 zlatých v roce 1913. Do roku 1936, kdy byl postaven katolický dům, zde bohoslužby nebývaly pravidelně. V roce 1946 se začalo s elektrifikací obce, tehdy byl elektrifikován i kostel. V současnosti má kostel tři zvony:
- Petr (největší – 98 kilogramů)
- Pavel (střední, tzv. umíráček – 58 kilogramů)
- Václav (nejmenší – 23 kilogramů), patřící do Holšin

## Osobnosti
- Václav Peták (1842–1917), plzeňský purkmistr
- Joseph Asherman (1889–1968), izraelský gynekolog

## Turistika
Do obce vede turistická trasa  Komárov – Jince – Buková u Příbramě – Rosovice.